# Riempjesmos
Riempjesmos (Rhytidiadelphus loreus) is een soort uit het geslacht haakmos (Rhytidiadelphus).
Het is een vrij algemene soort van vochtige bossen uit het hele noordelijk halfrond.

## Etymologie en naamgeving
- Synoniem: Hypnum loreum Hedwig

- Duits: Schöne Kranzmoos, Riemenstängel-Kranzmoos
- Engels: Loreus Goose Neck Moss, Lanky Moss

De botanische naam Rhytidiadelphus is afgeleid van Rhytidium, een mossengeslacht, en het Oudgriekse ἀδελφός, adelphos (broer), wat een relatie tussen beide geslachten impliceert. De soortaanduiding loreus is eveneens afkomstig uit het Oudgrieks en betekent 'gestreept'.

## Determinatie

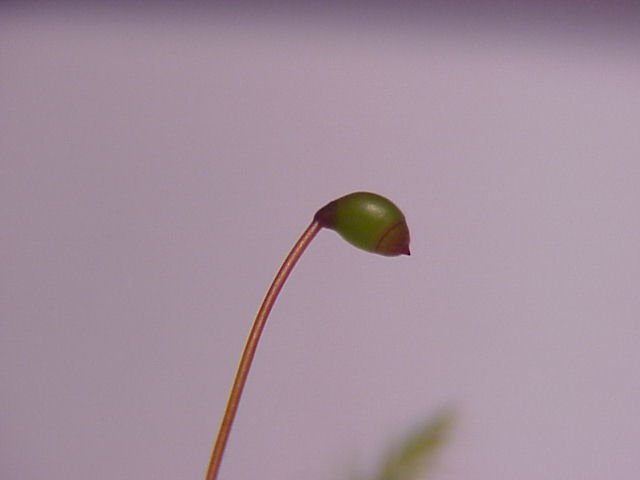
detail sporogoon

Riempjesmos is een vrij groot mos dat ijle, struikvormige matten vormt met stevige en stugge, liggende en dikwijls opstaande planten. De stengels zijn rood gekleurd, tot 20 cm lang, spaarzaam vertakt. De zijtakken zijn wijd afstaand.
De stengelblaadjes zijn afstaand, grijsgroen, tot 4 mm lang, geplooid, ovaal tot lancetvormig, nogal abrupt versmallend in een lange, teruggebogen top. De bladrand is tot aan het midden fijn gezaagd. De bladnerf is kort V-vormig of ontbreekt volledig.
De sporofyt bestaat uit een lange steel of seta met aan de top een eivormig sporogoon of sporenkapsel, tot 2,5 mm lang.

### Gelijkende taxa
Riempjesmos verschilt van het algemenere en nauw verwante gewoon haakmos (R. squarrosus) door de rode, schaars vertakte stengel, en het struikvormig habitus. Het onderscheidt zich van het pluimstaartmos (R. triquetrus) door de kortere blaadjes en de korte of afwezige nerf.

## Ecologie
Riempjesmos geeft de voorkeur aan bossen met een hoge luchtvochtigheid, waar het te vinden is op vermolmde boomstronken, strooisel en soms op boomstammen, vooral op wilgen.

### Syntaxonomie

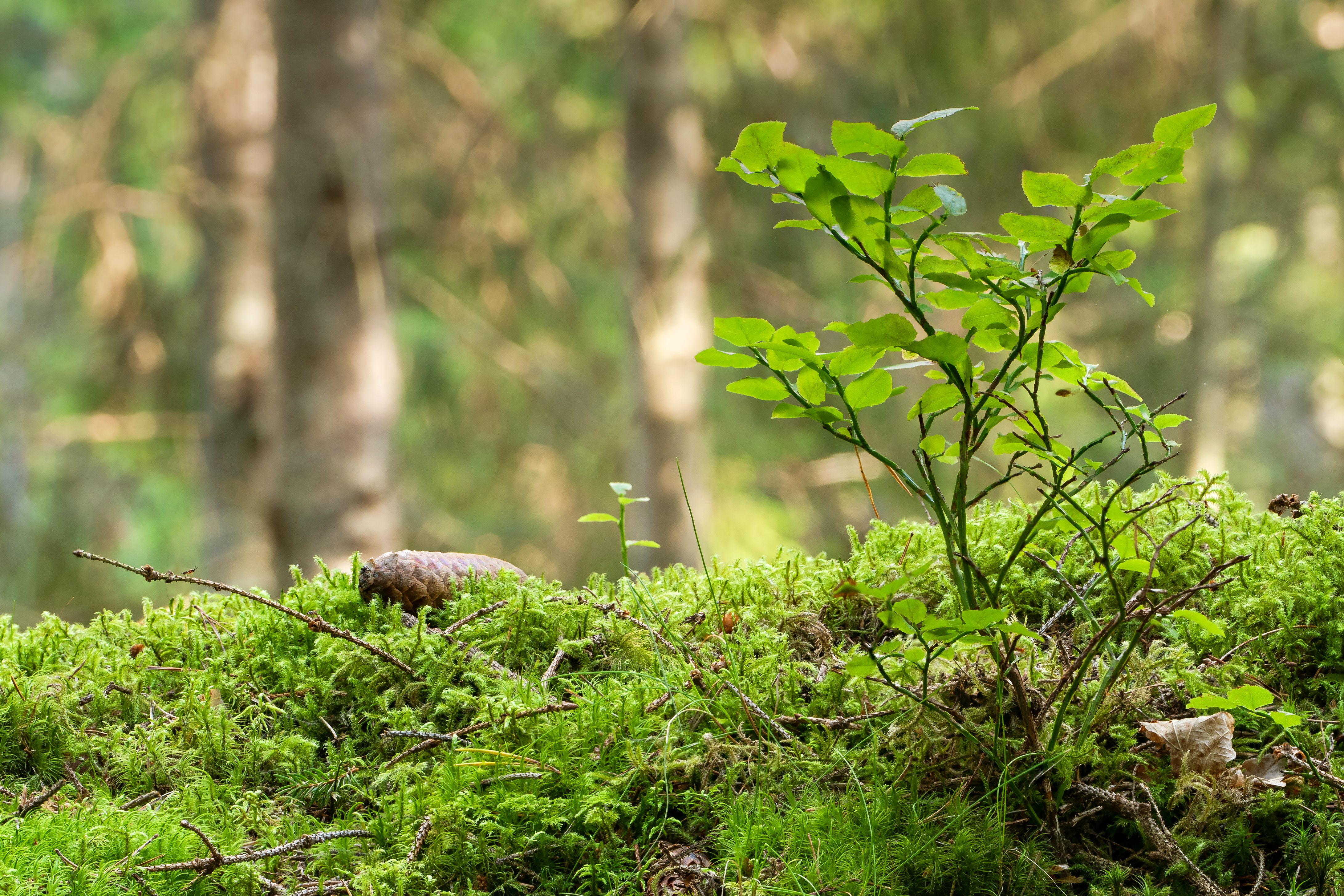
Riempjesmos in de moslaag van een bosbessen-dennenbos.

Riempjesmos staat te boek als kensoort voor de klasse van naaldbossen (Vaccinio-Piceetea).

## Verspreiding
Het natuurlijke verspreidingsgebied van riempjesmos strekt zich uit over het Noordelijk Halfrond (West- en Centraal-Europa, Noord-Azië en delen van Noord-Amerika). De soort is in België en Nederland vrij algemeen.